# 女子大生プライベート
『女子大生プライベート』（じょしだいせいプライベート、英: Private Stripper）は、日本ファルコムが1983年11月に発売したPC向けパズルゲームである。

## 制作とリリース
日本ファルコムが発売した唯一のアダルトゲームであり、光栄マイコンシステムによる『ナイトライフ』やアスキーによる『Emmy』同様、美少女ゲーム黎明期にPCソフト製造企業がリリースした作品の1つである。対応機種はPC-8801・FM-7・X1およびPC-9801シリーズで、カセットテープもしくはディスク媒体で販売された。日本ファルコムは自社製品のリリース歴をまとめた記念本を出版しているが、本作はその書籍で紹介されていない。

## ゲーム内容
本作はパズルをそろえてアダルト画像を完成させるゲームとなっている。登場する女性キャラクターは美幸・優子・今日子の3名で、ゲーム画面の左側にパズル、右側にパズルで使用されたキャラクターの名前と顔が表示されるシステムである。第1・2ステージは3×3マスのパズル、第3ステージは4×4のパズルを解くことになり、それぞれのステージでは15、20、30分の時間制限が設けられている。
ゲーム開始時にプレイヤーが3人のキャラクターから1人を選択したのち、ステージごとにそのキャラクターが異なる姿勢をした絵のパズルを解くことになる。ここでは、面が進むとイラストの露出度も上昇する。プレイヤーは各ステージの開始前にパズルのタイプを2種類（Quadratic Type〈15パズル形式〉・Cubic Type〈ルービックキューブ形式〉）から選択することができる。そのほかHELP KEYモードも実装され、こちらは各ステージに1度だけ時間カウントを停止させてヒントを表示させる機能となっていた。

## 反響
ゲーム性について、パソコンゲーム誌編集者の前田尋之は内容はわかりやすいと述べた一方、雑誌『アソコン』は「操作性も悪くない」と言及し、ただのパズルゲームに収まらないとして総合評価を5段階中の4としている。イラストには賛否両論があり、発売から2年後に出版された『アソコン』誌ではグラフィックを絶賛されたものの、前田は登場キャラクターについて「女子大生にしては色気がありすぎ」なのではないかと指摘している。
本作がアダルトゲームとしてリリースされたことに関してもいくつか言及があり、総合科学出版が発行した『80年代マイコン大百科』の著者である佐々木潤は、「ある意味ベタなアダルトゲームといえる」と述べた。一方、歴代の美少女ゲームを収集し批評した書籍『パソコン美少女ゲーム歴史大全1982‐2000』において、はまぐちしんたろうは同じく日本ファルコムが手掛けたゲーム作品『ザナドゥ』・『イース』と本作とを天秤にかけ、もしも『女子大生プライベート』がヒットすれば日本ファルコムは一般作品の制作に舵取りしなかったかもしれないと指摘している。

### 書籍
- はまぐちしんたろう「幻の名作ゲームを紹介するぞ、の巻」『パソコン美少女ゲーム歴史大全1982‐2000』ぶんか社、2000年、74-75頁。ISBN 4-8211-0717-1。
- 宮本直毅「エロゲー黎明期：一九八〇年代前半」『エロゲー文化研究概論』総合科学出版、2013年。ISBN 978-4-88181-829-9。
- 前田尋之「女子大生プライベート」『ぼくたちの美少女ゲーム クロニクル』（第二刷）オークス、2016年、12頁。ISBN 978-4-7990-0809-6。

### 雑誌記事
- 「女子大生プライベート」『アソコン』、辰巳出版、1985年1月10日、30 - 31頁。
- ゲームラボ編集部（編）「今だから振り返ってみたい美少女ゲームの世界 1981 - 2016 美少女ゲームの歴史① 黎明編」『月刊ゲームラボ 2016年6月号』、三才ブックス、2016年、66 - 67頁。 - Kindle Unlimitedにて閲覧。電子書籍版に著者は明示されていないが、前田尋之が公式サイトにて著書として掲載。